# Sziklási Tibor
Sziklási Tibor Levente (Székesfehérvár, 2004. október 9. –) világbajnok magyar válogatott tekéző, az Investment Közutasok Kaposvári TK játékosa. Korábban a Köfém SC játékosa volt.

## Pályafutása
Számos országos bajnokságot nyert a pályafutása alatt, köztük 2022-ben megnyerte a pápai Országos Utánpótlás Seregszemlét, illetve a kaposvári Országos Egyéni Bajnokság egyéni és összetett versenyszámát is.
2023-ban a horvátországi Varasdon egyéni világbajnok lett U18-as kategóriában.